# رالف شتورم
رالف شتورم (بالألمانية: Ralf Sturm)‏ (18 أكتوبر 1968 بكولونيا في ألمانيا - ) هو لاعب كرة قدم ألماني في مركز الهجوم. شارك مع منتخب ألمانيا تحت 21 سنة لكرة القدم. أما مع النوادي، فقد لعب مع روت فايس أوبرهاوزن ونادي كولن ونادي فوبرتال الرياضي.

## وصلات خارجية
- رالف شتورم على موقع الاتحاد الدولي (مؤرشف)  (الإنجليزية)
- رالف شتورم على موقع قاعدة بيانات كرة القدم.إي يو (الإنجليزية)
- رالف شتورم على موقع بيانات كرة القدم. دي إي (الألمانية)
- رالف شتورم على موقع عالم كرة القدم.نت (الإنجليزية)